# Comarcas de Castilla-La Mancha
La comunidad autónoma española de Castilla-La Mancha se encuentra dividida en cinco provincias: Albacete, Ciudad Real, Cuenca, Guadalajara y Toledo. Tanto en el Estatuto de Autonomía de 1982 como en el proyecto de nuevo Estatuto está prevista la organización territorial de la región, con la posibilidad legal de estructurar la misma en comarcas, si bien hasta la fecha no hay ninguna ley de comarcalización y, por tanto, no existen divisiones comarcales con trascendencia administrativa.
No obstante, en Castilla-La Mancha se reconocen diversas comarcas por tradición histórica, que en ocasiones trascienden los límites provinciales; y también las cinco diputaciones provinciales reconocen, aunque no de modo oficial, la estructuración de las respectivas provincias en comarcas. Además, el territorio regional se encuentra estructurado en mancomunidades de municipios, que en muchos casos se denominan y autodenominan "comarcas".

## Las comarcas en el Estatuto de Autonomía

Comarcas de Castilla-La Mancha actuales, establecidas por las diputaciones provinciales.

El Estatuto de Autonomía de Castilla-La Mancha, de 1982, dispone en su Título III (De la organización territorial de la Región) la posibilidad de la creación y reconocimiento de comarcas:

En los términos previstos por la Constitución, por Ley de las Cortes de Castilla-La Mancha se podrá:
a) Reconocer la comarca dentro de cada provincia como entidad local con personalidad jurídica y demarcación propia.
b) Crear asimismo agrupaciones basadas en hechos urbanísticos y otros de carácter funcional con fines específicos.

c) Reconocer el hecho de comunidades supramunicipales, tales como las de Villa y Tierra, el Señorío de Molina y análogas.
Artículo 29.2 del Estatuto de Autonomía de Castilla-La Mancha.

También el proyecto de nuevo Estatuto de Autonomía dispone tal posibilidad, en similares términos:

Mediante ley se podrá:
a) Reconocer la comarca como entidad local con personalidad jurídica y demarcación propia.
b) Crear asimismo agrupaciones basadas en hechos urbanísticos y otros de carácter funcional con fines específicos.
c) Reconocer el hecho de comunidades supramunicipales tales como las de Villa y Tierra, el Señorío de Molina y análogos.

d) Regular el procedimiento de aprobación de los estatutos de las mancomunidades de municipios.
Artículo 77.2 de la Propuesta de Reforma del Estatuto de Autonomía de Castilla-La Mancha de 2008.

Sin embargo, no existe ninguna regulación legal específica que haya supuesto el reconocimiento de ninguna comarca en Castilla-La Mancha.

## Comarcas de Castilla-La Mancha según las diputaciones provinciales

### Provincia de Albacete
Artículo principal: Comarcas de Albacete
La Diputación de Albacete no ha establecido ninguna división comarcal de la provincia. No obstante, es frecuente que esta tome las mancomunidades como comarcas, nombrándolas como comarcas también en el Boletín Oficial de la Provincia cuando éste se hace eco de anuncios de las mismas.
Es también la división comarcal más utilizada en los catálogos o páginas web de turismo de la provincia actuales, patrocinados por la Junta de Comunidades de Castilla-La Mancha o la propia Diputación.
| Comarca                              | Población (2010) | Extensión (km²) | Municipios | Municipio más poblado      | Cabezas de Partido Judicial |
| ------------------------------------ | ---------------- | --------------- | ---------- | -------------------------- | --------------------------- |
| Albacete                             | 170.475          | 1.125,91        | 1          | Albacete (170.475)         | Albacete                    |
| Campos de Hellín                     | 44.880           | 1.324,44        | 5          | Hellín (30.976)            | Hellín                      |
| Mancha Júcar-Centro                  | 57.482           | 1.965,64        | 9          | Villarrobledo (26.642)     | Villarrobledo, La Roda      |
| La Manchuela                         | 30.352           | 1.718,38        | 24         | Madrigueras (4.938)        | Casas-Ibáñez                |
| Monte Ibérico-Corredor de Almansa    | 51.624           | 2.441,42        | 11         | Almansa (25.727)           | Almansa                     |
| Sierra de Alcaraz y Campo de Montiel | 27.383           | 3.665,70        | 25         | Munera (3.843)             | Alcaraz                     |
| Sierra de Segura                     | 19.122           | 2.676,04        | 12         | Elche de la Sierra (3.962) | Alcaraz, Hellín             |

### Provincia de Ciudad Real
La Diputación Provincial de Ciudad Real utiliza en textos oficiales la siguiente división comarcal:
| Comarca       | Población (2008) | Extensión (km²) | Municipios | Municipio más poblado              | Cabezas de Partido Judicial                                      |
| ------------- | ---------------- | --------------- | ---------- | ---------------------------------- | ---------------------------------------------------------------- |
| Alcudia       | 24.235           | 3.496,27        | 14         | Almodóvar del Campo (6.848)        | Almadén                                                          |
| Calatrava     | 190.281          | 2.720,52        | 24         | Ciudad Real (72.208)               | Ciudad Real, Puertollano, Almagro.                               |
| Mancha        | 230.863          | 4.579,46        | 20         | Tomelloso (36.024)                 | Tomelloso, Alcázar de San Juan, Valdepeñas, Manzanares, Daimiel. |
| Montes        | 29.934           | 3.882,63        | 16         | Malagón (8.702)                    | Ninguna                                                          |
| Montiel       | 27.903           | 2.812,32        | 18         | Villanueva de los Infantes (5.854) | Villanueva de los Infantes                                       |
| Sierra Morena | 19.127           | 2.321,96        | 10         | Santa Cruz de Mudela (4.724)       | Ninguna                                                          |

### Provincia de Cuenca
La Diputación Provincial de Cuenca, en su página web, distribuye los municipios de la provincia en cinco comarcas:
| Comarca                                    | Población (2008) | Extensión (km²) | Municipios | Municipio más poblado     | Cabezas de Partido Judicial |
| ------------------------------------------ | ---------------- | --------------- | ---------- | ------------------------- | --------------------------- |
| La Alcarria Conquense                      | 11.075           | 2.278,99        | 41         | Huete (2.054)             | Ninguna                     |
| La Mancha                                  | 82.681           | 5.439,99        | 76         | Tarancón (14.962)         | Tarancón, San Clemente      |
| La Manchuela                               | 41.662           | 2.214,17        | 30         | Quintanar del Rey (7.845) | Motilla del Palancar        |
| Serranía Alta                              | 3.275            | 1.103,55        | 19         | Cañizares (544)           | Ninguna                     |
| Serranía Media-Campichuelo y Serranía Baja | 76.581           | 6.104,44        | 72         | Cuenca (54.600)           | Cuenca                      |

### Provincia de Guadalajara
En su página web, la Diputación Provincial de Guadalajara distingue cuatro comarcas en la provincia. Estas cuatro comarcas, sin embargo, no aparecen claramente definidas, dejando incluso áreas de la provincia fuera de las mismas:
| Comarca                 | Extensión (km²) | Municipio más poblado       | Cabezas de Partido Judicial |
| ----------------------- | --------------- | --------------------------- | --------------------------- |
| La Alcarria             | más de 4.000    | Guadalajara (83.789)        | Guadalajara                 |
| La Campiña              | aprox. 1.000    | Azuqueca de Henares (35397) | Ninguna                     |
| Señorío de Molina       | aprox. 3.000    | Molina de Aragón (3.646)    | Molina de Aragón            |
| Serranía de Guadalajara | aprox. 3.000    | Sigüenza (4.960)            | Sigüenza                    |

### Provincia de Toledo
En su página web, la Diputación Provincial de Toledo realiza la siguiente división comarcal:
| Comarca               | Población | Extensión (km²) | Municipios | Municipio más poblado          | Cabezas de Partido Judicial |
| --------------------- | --------- | --------------- | ---------- | ------------------------------ | --------------------------- |
| La Campana de Oropesa | 20.185    | 1.370           | 18         | Calera y Chozas (2.860)        | Talavera de la Reina        |
| La Jara               | 19.470    | 2.166           | 22         | Los Navalucillos (2.641)       | Talavera de la Reina        |
| La Mancha de Toledo   | 102.392   | 3.488           | 20         | Quintanar de la Orden (12.873) | Quintanar de la Orden       |
| Mesa de Ocaña         | 37.163    | 1.454           | 14         | Ocaña (10.098)                 | Ocaña                       |
| La Sagra              | 116.706   | 983             | 31         | Illescas (22.482)              | Illescas                    |
| Montes de Toledo      | 66.648    | 3.018           | 31         | Sonseca (11.331)               | Orgaz                       |
| Sierra de San Vicente | 7.559     | 484             | 21         | Pepino (2.429)                 | Talavera de la Reina        |
| Talavera              | 83.793    | 192             | 1          | Talavera de la Reina (88.986)  | Talavera de la Reina        |
| Toledo                | 77.601    | 232             | 1          | Toledo (82.489)                | Toledo                      |
| Torrijos              | 80.230    | 2.061           | 45         | Torrijos (13.374)              | Torrijos                    |